# Mormolyca gracilipes
Mormolyca gracilipes är en orkidéart som först beskrevs av Rudolf Schlechter, och fick sitt nu gällande namn av Leslie Andrew Garay och Carl Wirth. Mormolyca gracilipes ingår i släktet Mormolyca och familjen orkidéer. Inga underarter finns listade i Catalogue of Life.